# Asialeyrodes corbetti
Asialeyrodes corbetti là một loài côn trùng cánh nửa trong họ Aleyrodidae, phân họ Aleyrodinae.
Asialeyrodes corbetti được Takahashi miêu tả khoa học đầu tiên năm 1949.